# Гузиці
Гузиці (пол. Guzice, нім. Schenkfeld) — село в Польщі, у гміні Польковиці Польковицького повіту Нижньосілезького воєводства.
Населення — 210 осіб (2011).
У 1975-1998 роках село належало до Легницького воєводства.

## Демографія
Демографічна структура станом на 31 березня 2011 року:
|          | Загалом | Допрацездатний вік | Працездатний вік | Постпрацездатний вік |
| -------- | ------- | ------------------ | ---------------- | -------------------- |
| Чоловіки | 110     | 28                 | 76               | 6                    |
| Жінки    | 100     | 28                 | 61               | 11                   |
| Разом    | 210     | 56                 | 137              | 17                   |